# Totteridge & Whetstone
Totteridge & Whetstone è una stazione della metropolitana di Londra che si trova sulla diramazione di High Barnet della linea Northern.

## Storia
La stazione di Totteridge & Whetstone fu progettata dalla Edgware, Highgate and London Railway (EH&LR) e fu aperta il 1º aprile 1872 con il nome di Whetstone & Totteridge  dalla Great Northern Railway (GNR), che aveva acquistato la EH&LR nel 1867. La stazione si trovava su una diramazione della EH&LR, il cui tracciato principale connetteva la Stazione di Finsbury Park a Edgware via Highgate. Fu ribattezzata Totteridge & Whetstone il 1º aprile 1874.
In seguito al Railways Act del 1921 sulla fusione delle compagnie ferroviarie, che creò le cosiddette "Grandi Quattro", o Big Four, la GNR divenne, a partire dal 1923, parte della London & North Eastern Railway (LNER).
Nel 1935 la London Underground annunciò un progetto, noto come The Northern Heights plan, in base al quale un gruppo di linee ferroviarie della LNER nel nord di Londra sarebbe stato rilevato dalla LU e sarebbe diventato parte della linea Northern. La diramazione da East Finchley fino a High Barnet rientrava in questo progetto. La linea Northern fu prolungata dal suo capolinea alla stazione di Archway (all'epoca chiamata Highgate) attraverso una nuova sezione di tunnel che, passando sotto l'esistente stazione di Highgate della LNER (dove furono costruite nuove piattaforme di profondità) emergevano in superficie poco a sud di East Finchley, dove la linea si collegava con la LNER fino a High Barnet. Il servizio della linea Northern sulla linea, inclusa la stazione di Totteridge & Whetstone, cominciò il 14 aprile del 1940. La stazione fu servita da entrambi i gestori fino al 1941, anno in cui cessò il servizio della LNER.
La British Railways, la compagnia succeduta alla LNER, continuò a gestire lo scalo merci fino al 1962.

## Strutture e impianti
La stazione è collocata sul lato nord di Totteridge Lane, subito a est del Dollis Brook, il ruscello che segna il tradizionale confine tra i sobborghi di Totteridge e di Whetstone, per cui la stazione rientra nel territorio di quest'ultimo.
La stazione ha conservato molto del suo stile architettonico dell'epoca Vittoriana. La stazione non è accessibile a passeggeri con disabilità per via delle rampe di scale necessarie per l'accesso alle piattaforme.
La TfL ha annunciato nel giugno 2007 che, considerando la riduzione della domanda di biglietti acquistati agli sportelli rispetto a quelli acquistati dalle macchinette automatiche, a partire dal marzo 2008 sarebbero stati chiusi all'incirca 40 degli sportelli meno utilizzati nelle stazioni della metropolitana. L'elenco delle stazioni interessate include Totteridge & Whetstone.
Totteridge & Whetstone è stata ristrutturata anche in vista della chiusura degli sportelli biglietteria, con l'installazione di un tornello di larghezza doppia per consentire il passaggio di carrozzine e l'apertura di un punto informazioni.
Totteridge & Whetstone è compresa nella Travelcard Zone 4.

## Interscambi
Nelle vicinanze della stazione effettuano fermata numerose linee automobilistiche, gestite da London Buses.
- Fermata autobus

## Galleria d'immagini

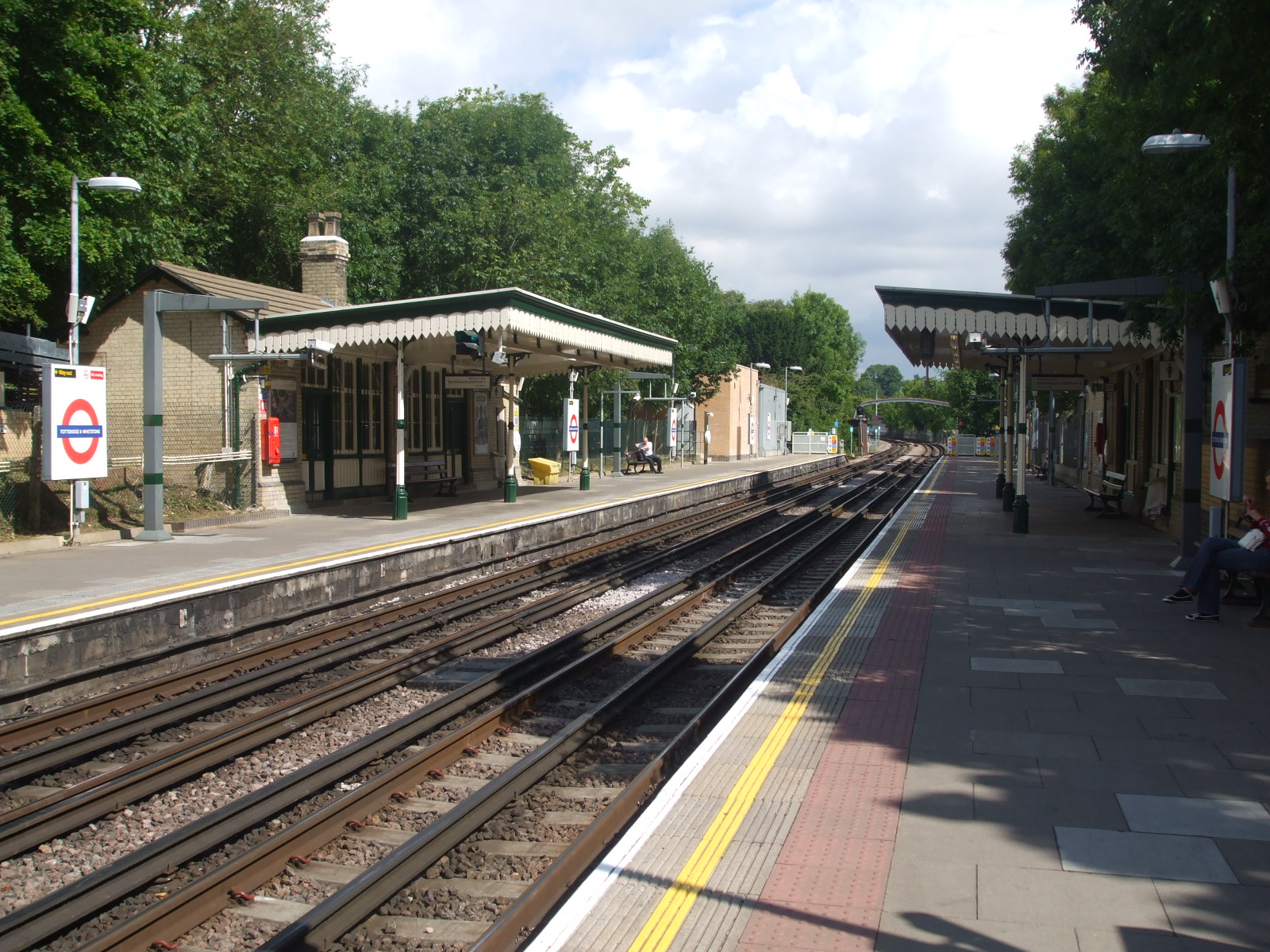
Vista verso nord della piattaforma in direzione sud
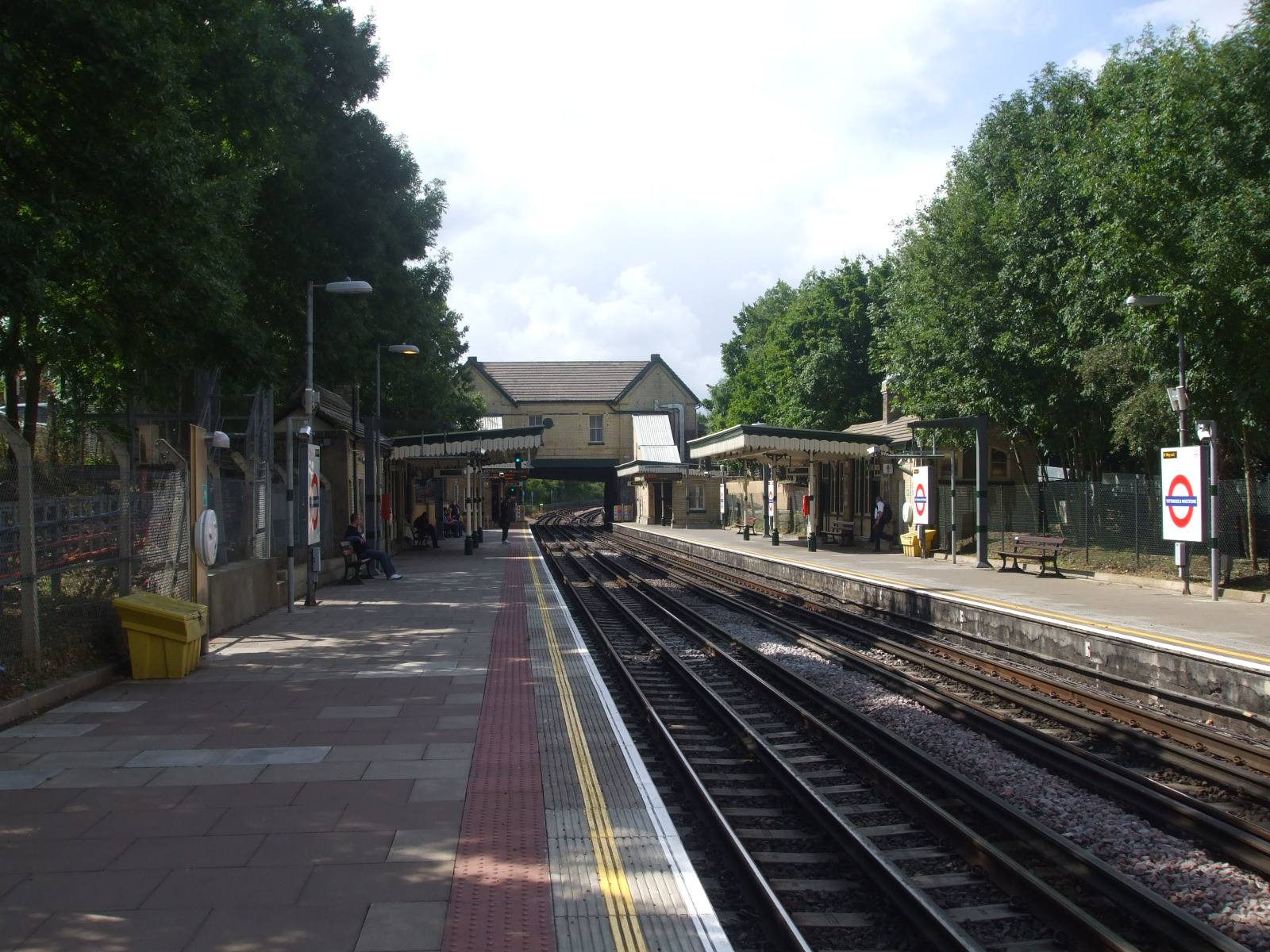
Vista verso sud della piattaforma in direzione sud
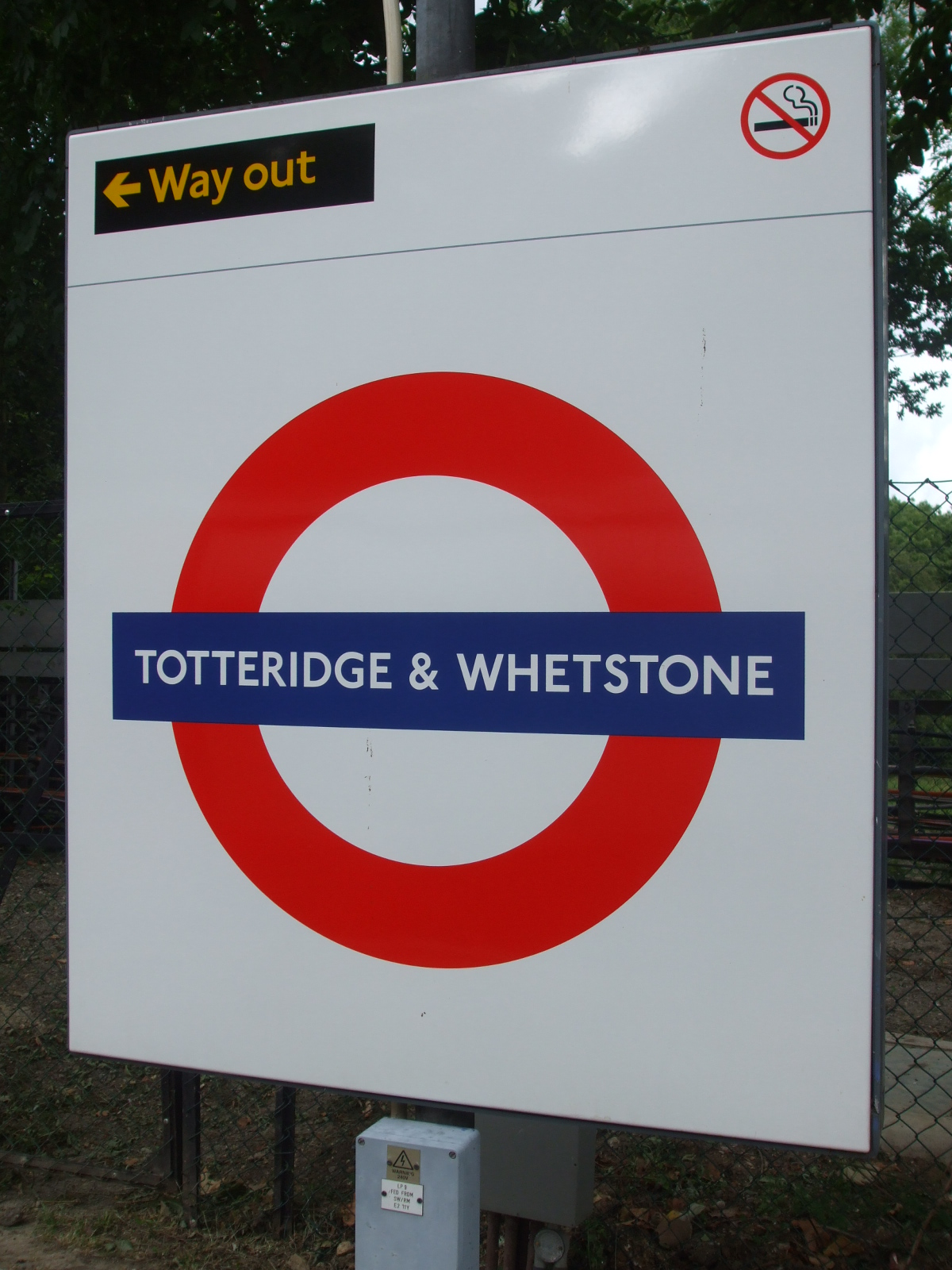
Roundel sulla piattaforma in direzione nord